# Nasuh Akar
Pour les articles homonymes, voir Akar.
Nasuh Akar, né le 10 mai 1925 à Boğazlıyan (Turquie) et mort le 18 mai 1984 à Seydişehir, est un lutteur turc, champion olympique de lutte libre lors des Jeux olympiques d'été de 1948 à Londres.

## Palmarès
- Jeux olympiques
  -  Médaille d'or de lutte libre en catégorie poids coq aux Jeux olympiques d'été de 1948 à Londres.

- Championnats du monde de lutte
  -  Médaille d'or de lutte libre en catégorie poids coq en 1958 à Helsinki.

- Championnats d'Europe de lutte
  -  Médaille d'or de lutte libre en catégorie poids coq en 1949 à Istanbul.
  -  Médaille d'argent de lutte libre en catégorie poids coq en 1946 à Stockholm.